# إيما مايولي
إيما مايولي (بالإنجليزية: Emma Miloyo )‏ هي مهندسة معمارية ولدت في كينيا ، وهي أول امرأة تترأس فرع جمعية المهندسين المعماريين في كينيا.

## سيرتها الذاتية
ولدت إيما مايولي وترعرعت في نيروبي. وهي حالياً شريكة في الشركة المعمارية «مصدر التصميم» ، ومقرها في نيروبي. وهي أيضًا عضو في مجلس مدينة كونزا للتكنولوجيا. في عام 2015 ، أصبحت نائبة رئيس الجمعية المعمارية في كينيا. تهتم مايولي بإلهام الشابات لرؤية الهندسة المعمارية كخيار مهني قابل للتطبيق. من أجل دعم الشباب، تتطوع بوقتها لمساعدة الفتيات الفقيرات على الالتحاق بالمدرسة من خلال الصندوق الاستئماني السابق لتعليم الفتايات.